# Usina Hidrelétrica de Furnas
A Usina Hidrelétrica de Furnas é uma usina hidrelétrica brasileira localizada no Rio Grande, entre os municípios de São José da Barra e São João Batista do Glória, no estado de Minas Gerais. Possui oito unidades geradoras com um total instalado de 1 216 megawatts. Na época de sua construção, iniciada em 1958, tornou-se a maior obra da América Latina em execução, para a qual foi criada a empresa estatal Furnas Centrais Elétricas para seu gerenciamento. Sua construção foi efetuada a partir da demanda brasileira de energia elétrica, para que se evitasse o colapso do sistema. O levantamento realizado pela Companhia Energética de Minas Gerais (Cemig) evidenciou o potencial hidrelétrico ao longo do rio Grande, localizado alguns pontos favoráveis a instalação de usinas, dentre eles um local conhecido como "corredeiras de Furnas".
Desde sua fase de projeto, entretanto, a instalação da usina enfrentou oposição por conta da extensão de seu reservatório, que forçaria a desocupação de mais de trinta e cinco mil pessoas, além da perda de terras cultiváveis. Contudo, na época de sua construção, a produção da usina representaria mais de um terço de toda a energia gerada no país, fundamental para o desenvolvimento industrial planejado por Juscelino Kubitschek. A formação da represa ocorreu em 1961 e a inauguração oficial somente em 1965. O reservatório mudou a paisagem da região sul de Minas Gerais, fornecendo novas possibilidades de exploração econômica, principalmente através do turismo e da piscicultura.

## História
Um progressivo aumento da capacidade de produção de energia elétrica do Brasil, que seria fundamental para a industrialização do país, passou a ocorrer a partir de 1950, quando grandes empresas controladas pelo governo passaram a dominar um setor anteriormente ocupado por empresas estrangeiras. Neste contexto, foram criadas várias empresas, incluindo a Central Hidrelétrica Furnas em 1957. Anteriormente, em 1952, foi criada também a Companhia Energética de Minas Gerais (CEMIG), quando Juscelino Kubitschek era governador do estado, como parte dos planos de desenvolvimento para o estado de Minas Gerais
A CEMIG continuou um levantamento do potencial hidrelétrico da Bacia do Rio Grande, onde já estavam em construção as usinas de Itutinga e de Peixoto (Mascarenhas de Moraes), iniciadas a partir de 1952, que representaram uma das primeiras iniciativas de desenvolvimento integrado para construção de usinas hidrelétricas. Estes estudos resultaram em um plano de instalação de quatorze usinas que totalizariam uma capacidade de 7 500 megawatts, o que teria grande impacto na oferta de energia do país, uma vez que a capacidade instalada na época era de somente 3 000 megawatts.
Dentre os pontos adequados à instalação de usinas ao longo do Rio Grande estavam as corredeiras denominadas Furnas, cujo proprietário era um empreiteiro que prestava serviços à própria Cemig, através da empreiteira Mendes Júnior. Estava definido o local da barragem. A usina teria capacidade superior a mil megawatts, um terço da capacidade disponível na época, evidenciando o seu impacto que extrapolava benefícios regionais.

### Projeto
A partir dos estudos preliminares da Cemig, estimou-se a construção da usina com capacidade de 1 200 megawatts, o que representava quase a metade do que era previsto pelo Plano de Metas durante o governo de Juscelino Kubistchek, eleito em 1955. Em 5 de novembro de 1956, por meio do decreto n.° 40.271, a Cemig foi autorizada a fazer o levantamento completo para o aproveitamento hidrelétrico do trecho da bacia do Rio Grande que seria afetado pela construção da usina. Em dezembro do mesmo ano, uma área de 3 770 hectares no então município de Alpinópolis foi desapropriada para ser utilizada na construção da usina.
Após a posse de Juscelino, em janeiro de 1956, decidiu-se que uma nova empresa estatal deveria assumir o projeto e operação da usina de Furnas, justificado por se tratar de um empreendimento de vários estados numa época em que companhias e estados manifestavam somente interesses individuais. Desta forma, após o entendimento da Cemig e do Departamento de Águas e Energia Elétrica do Estado de São Paulo, que representavam os interesses de seus respectivos estados, além da participação acionária das principais concessionárias, a Companhia Paulista de Força e Luz e a Light, foi criada a Central Elétrica de Furnas S.A. em 25 de fevereiro de 1957, cuja sede foi instalada na cidade de Passos, próximo à barragem em Minas Gerais, tendo como presidente o engenheiro John Cotrim e diretor técnico Flavio Lyra. Estabeleceu-se que a energia seria dividida em partes iguais entre Minas Gerais e São Paulo, chegando também ao Rio de Janeiro e o então Distrito Federal. Posteriormente, em junho de 1962, a formação do holding Centrais Elétricas Brasileiras S.A. (Eletrobrás), a empresa se tornou o principal agente executivo da expansão da capacidade elétrica de todo o centro-sul do Brasil.
O projeto enfrentava também oposição, principalmente por conta do impacto que a represa traria, ao inundar terras em 32 dos então 117 municípios do estado, forçando a retirada de trinta e cinco mil pessoas que habitavam as áreas que seriam inundadas. Dentre os opositores, estava José Francisco Bias Fortes, governador de Minas Gerais após 1956. O governo federal, por outro lado, fez uma forte campanha em favor do empreendimento na imprensa em associações de classe e profissionais. No discurso desenvolvimentista, o aproveitamento hidrelétrico da bacia do rio Grande era tido como fundamental para o desenvolvimento do país, o que fez com que fossem superados eventuais entraves de disputas regionais, além do obscurecimento de consequências sociais e ambientais advindas deste grande empreendimento.

### Construção

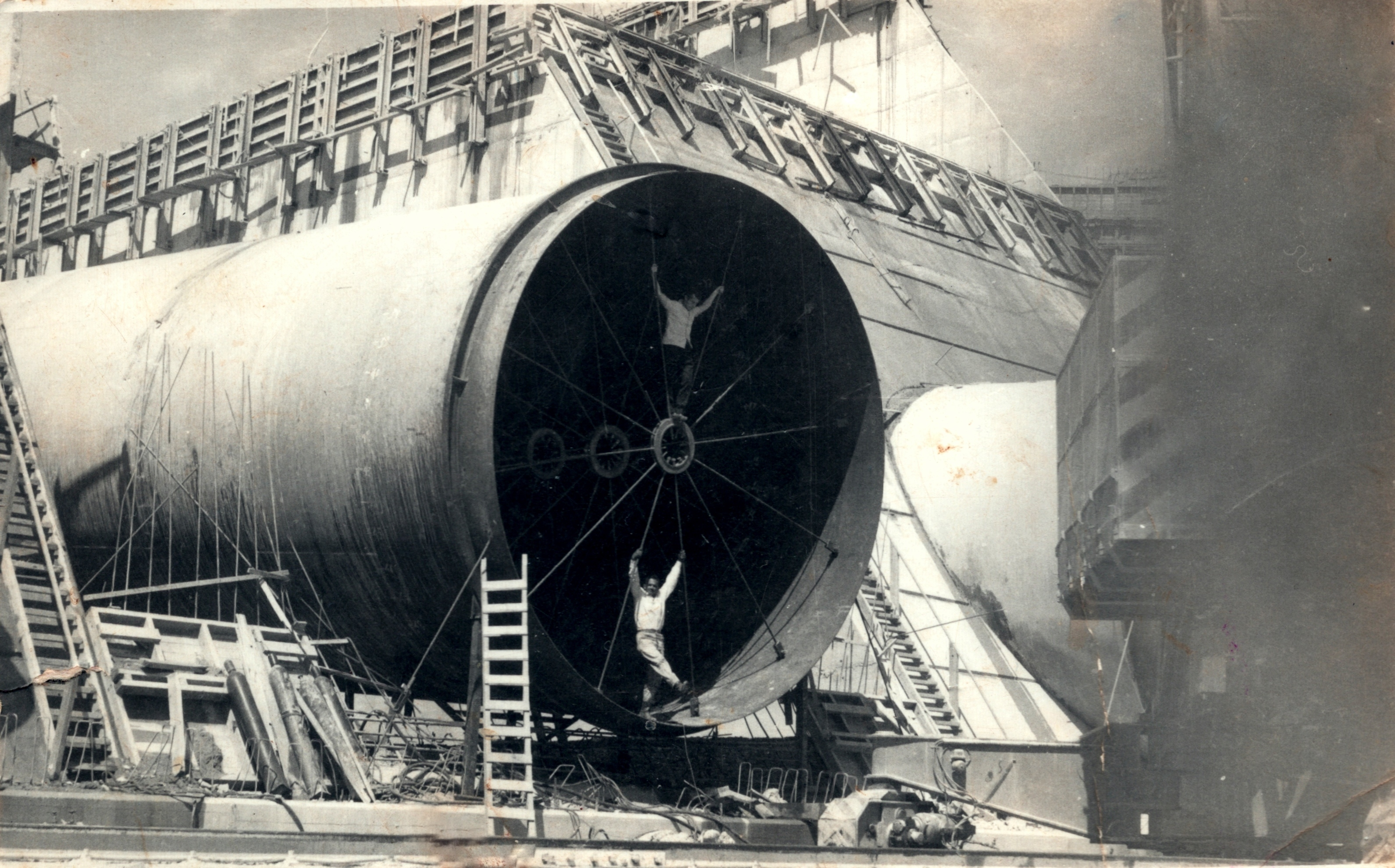
Tubulação utilizada na construção da usina hidrelétrica. (1962)

Em meados de 1958, começam as atividades para a construção da usina hidroelétrica. Os recursos para o início da obra vieram do Banco Nacional de Desenvolvimento Econômico e Social e do Fundo Federal de Eletrificação, além de um empréstimo de US$ 73 milhões do Banco Internacional para Reconstrução e Desenvolvimento, o maior empréstimo para um único empreendimento até então. Uma das primeiras medidas foi instalar uma linha de transmissão de energia entre a usina de Peixoto e o canteiro de obras. A construção da usina, que na época da sua construção foi a maior obra em andamento da América Latina, demandou a contratação de profissionais estrangeiros, além da importação de equipamentos, levados principalmente por balsas até o local da obra. Mais de quatro mil funcionários trabalharam diretamente na construção. Construiu-se, então, a alta barragem com enrocamento em terra e as estruturas do vertedouro e da tomada d'água à esquerda. Os ensaios em modelos reduzidos foram efetuados no Brasil, no Laboratório Saturnino de Brito, na cidade do Rio de Janeiro, o que representou um marco para o desenvolvimento da engenharia hidráulica do país.

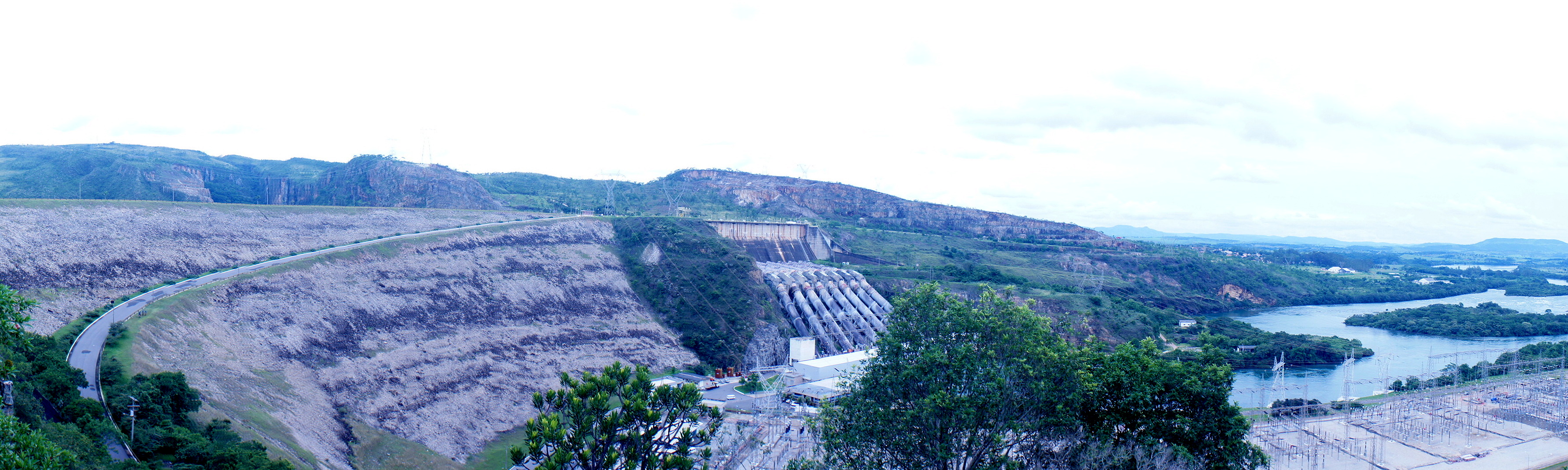
Barragem de Furnas

Mesmo após a consolidação do empreendimento, ainda havia oposição ao projeto, sendo por esse motivo o fechamento do reservatório marcado secretamente para 9 de janeiro de 1961. Próximo à meia noite, Flávio Lyra, diretor técnico, iniciou a operação de fechamento dos dois túneis que desviavam as águas do rio Grande. Entretanto, dias depois, quando ocorria a concretagem destes túneis, explosões causadas pela presença de gás metano oriundo da decomposição de matéria orgânica fizeram a vazão aumentar. O vazamento foi posteriomente contido com sucesso, a partir do enrocamento à montante dos túneis.
As águas então subiram e inundaram centros urbanos inteiros, como a cidade de Guapé e a vila de São José da Barra, reconstruídas pela empresa em outros locais com infraestrutura completa. Alguns habitantes relutavam em deixar a área, sendo necessária a atuação das Forças Armadas para retirá-las. A usina e o sistema de transmissão ficaram prontos conforme programado, atendendo consideravelmetne a demanda de energia da época e afastando o risco de racionamento. Em setembro de 1963, a primeira unidade geradora entrou em operação. A barragem permitiu ainda a regulagem da vazão para as usinas à jusante, ao longo do rio Grande. Em 12 de maio de 1965, ocorreu a inauguração oficial, com a presença do então presidente Castelo Branco. A sexta e última unidade previstas no projeto inicial entrou em operação em julho de 1965. Entretanto, mais duas unidades geradoras foram incluídas no início da década de 1970.
A formação do lago exigiu a transposição do rio Piumhi em Capitólio (Minas Gerais). Este rio originalmente desaguava no rio Grande. Contudo, a formação do lago faria com que a água transbordasse pelo canal deste rio e fosse para a bacia do rio São Francisco. Para evitar que a capacidade da represa fosse diminuída, e também evitar que a cidade de Capitólio fosse inundada, um dique foi construído para conter as águas da represa. Contudo, o rio teve seu fluxo interrompido, sendo transposto para a bacia do São Francisco.
Após muitos anos, a encosta do morro dos Cabritos, em frente à barragem, passou a sofrer com o processo de erosão, com desprendimento de grandes quantidades de terra que causava ondas que incidiam diretamente sobre a barragem logo à frente. Um grande monólito se formou, cuja queda, segundo previsões, poderia criar uma onda de trinta metros sobre a barragem. Por precaução, toda a massa de terra instável foi removida.

## Características

### Usina

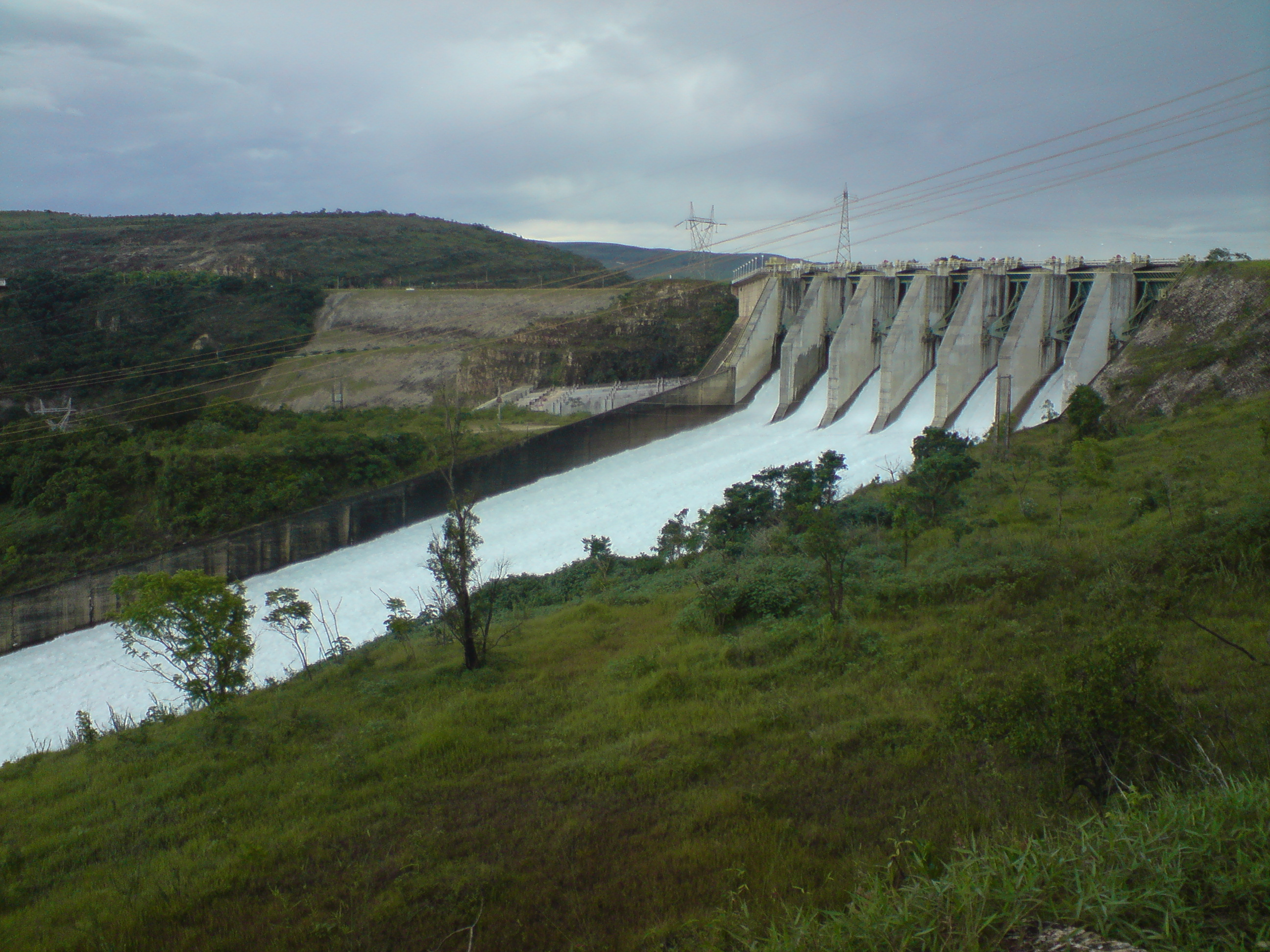
Vertedouro da usina de Furnas. Ao fundo a barragem

A usina hidrelétrica de Furnas localiza-se entre os municípios de São José da Barra e São João Batista do Glória. A barragem de Furnas, com a finalidade de reter a água do reservatório, é formada pelo enrocamento com núcleo de argila, cuja altura alcança 127 metros. O coroamento, ou seja, a parte superior da barragem, possui 554 metros de comprimento por quinze metros de largura. O volume total desta estrutura é de 9,45 milhões de metros cúbicos de material. Esta barragem forma um reservatório que cobre 1440 km², cuja cota máxima de armazenamento em relação ao nível do mar é de 768 metros, sendo que o nível mínimo de operação da usina é de 750 metros, enquanto que a cota máxima da represa em um evento de cheia é de 769,6 metros.
O vertedouro, responsável por liberar a vazão excedente que não será utilizada na geração de energia, é formado por sete comportas, cada uma com 11,5 metros de largura e 14,5 metros de comprimento, possibilitando uma vazão máxima de 13 000 metros cúbicos por segundo. Oito comportas de tomada de água, de largura 4,7 metros por 9,7 metros de altura captam a água e as levam para as oito turbinas do tipo Francis, cujo rotor tem diâmetro de 4,485 metros, cada uma acoplada a um gerador com potência nominal de 152 megawatts, resultado na potência total da usina de 1 216 megawatts. Cada eixo disposto verticalmente gira a 150 rotações por minuto ligando a turbina aos geradores, que criam uma corrente elétrica alternada com frequência de 60 hertz e tensão de 15 quilovolts. A corrente elétrica, então, passa por 26 transformadores (em operação ou reserva) que elevam a tensão para 345 quilovolts, de onde são ligados à rede de transmissão, sendo a energia produzida integrada ao Sistema Interligado Nacional.

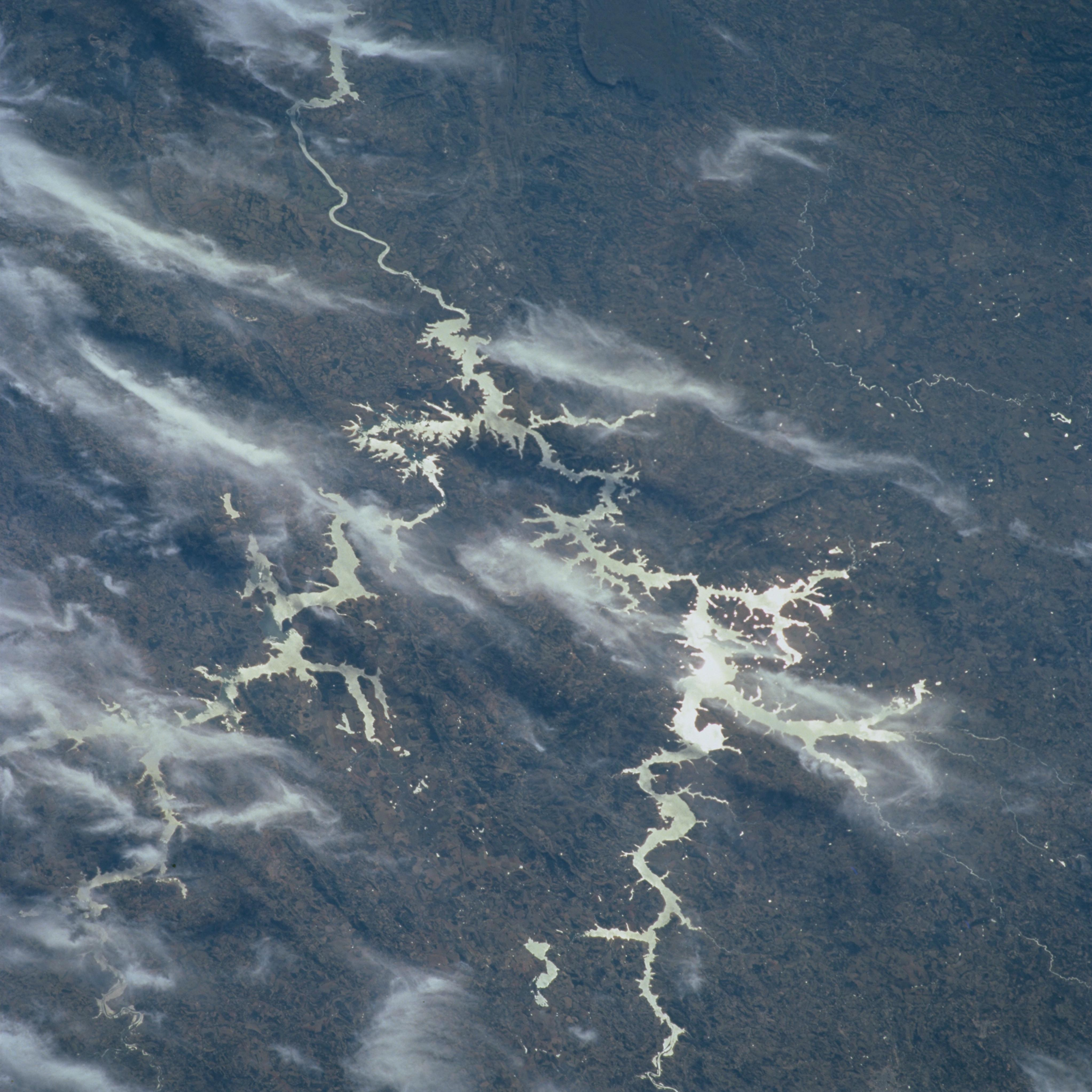
O reservatório de Furnas visto da Estação Espacial Internacional.

### Reservatório
O reservatório formado pela usina, conhecido como lago de Furnas, ou popularmente "mar de Minas", banha atuais 34 municípios mineiros. Cobre cerca de 1 440 km², quando em nível máximo de operação, ao sul de Minas Gerais. O lago estende-se por dois braços principais, o primeiro a leste da barragem, seguindo o curso do rio Grande, por 240 quilômetros e outro, ao sul, seguindo o curso do rio Sapucaí, estendendo-se por 170 quilômetros. Possui muitas ramificações, sendo que seu perímetro é de cerca de 3 500 quilômetros.
Para a criação do reservatório, uma grande área de terras férteis teve que ser inundada, o que exigiu a desocupação destes locais. Desta forma, desde o projeto da usina, o empreendimento se tornou mal visto e de fato trouxe prejuízo para aqueles que dependiam da agricultura para seu sustento. Contudo, a criação do lago também promoveu o surgimento de novas paisagens que poderiam ser utilizadas para lazer e recreação. Desta forma, tornou-se importante o desenvolvimento turístico ao redor do lago, que poderia superar as perdas iniciais. Mais de 260 empreendimentos turísticos já foram criados ao redor do reservatório, dentre hotéis, pousadas e clubes náuticos.

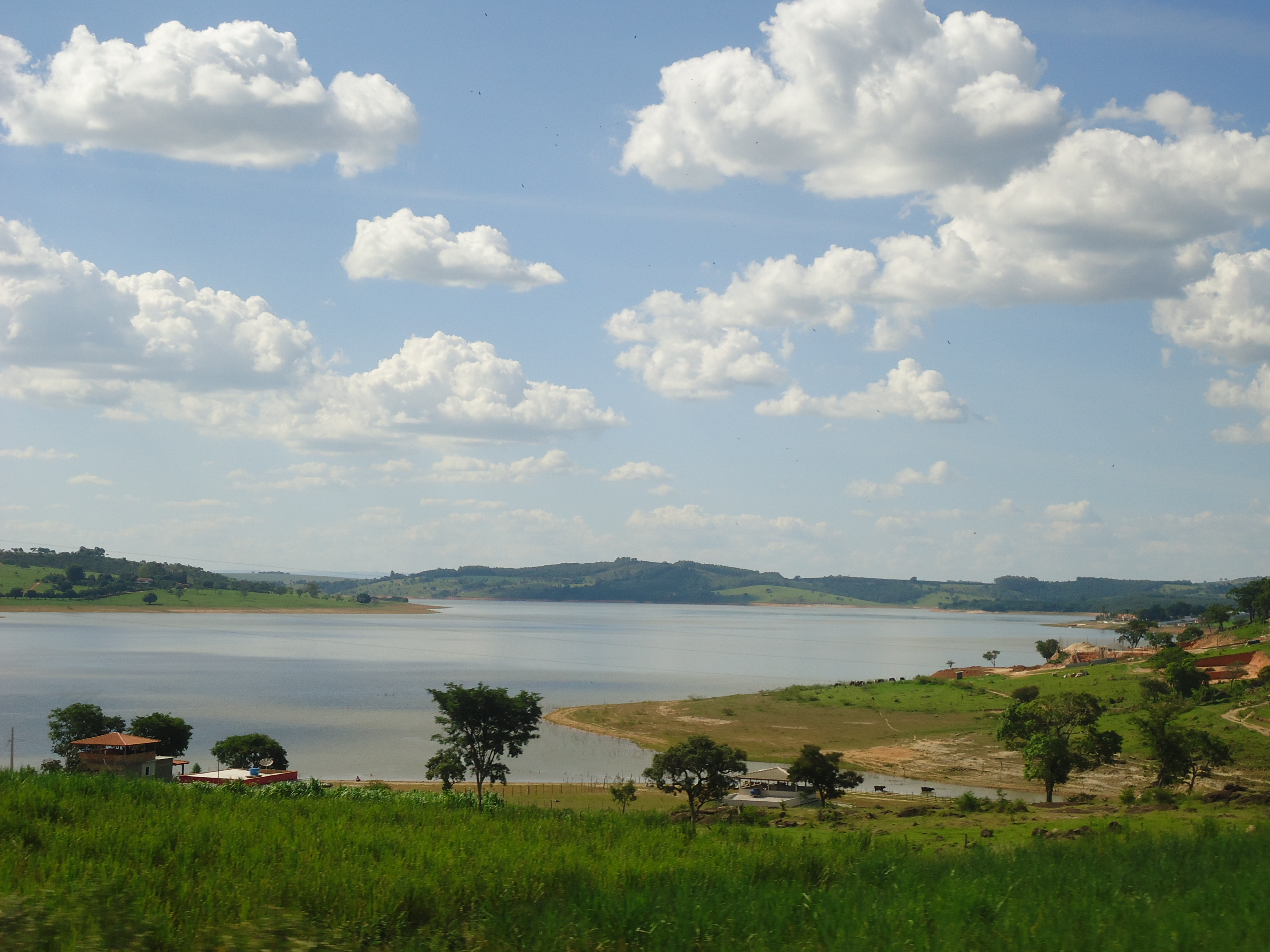
Vista do lago no município de Aguanil em janeiro de 2014, com seu nível já reduzido em função da estiagem.

Os trinta e quatro municípios atingidos pela represa formam a Associação dos Municípios do Lago de Furnas (ALAGO), com a finalidade de promover atividades turísticas e desenvolvimento para toda a região, valendo-se das potencialidades do lago, além de buscar preservar o ambiente ao seu redor, alertando para contaminação por fertilizantes e agrotóxicos, além da emissão de esgoto sem tratamento, desmatamento nos arredores e deposição de lixo.
O lago apresenta ainda potencial para a produção de peixes, principalmente em estruturas de confinamento, como tanques-rede, uma vez que o lago não dispõe de fontes naturais de alimentos suficientes para criação extensiva. A piscicultura apresentou crescimento, mas ainda está muito abaixo do potencial de produção do lago. Entretanto, assim como o turismo, a criação de peixes está sujeita às variações sazonais do nível do lago, o qual está atingindo níveis mínimos críticos desde 2012.
A empresa Eletrobras Furnas, subsidiária da Eletrobras, mantém um total de quinze balsas para o transporte de veículos e pessoas no lago, em parceria com as prefeituras, com a finalidade de amenizar os impactos causados pela criação da represa, que bloqueou muitos acessos viários. A renda obtida com o transporte de veículos é destinada integralmente ao município. São João Batista do Glória e São José da Barra recebem impostos oriundos da geração de energia por sediarem as instalações da usina. Os demais municípios também recebem recursos anuais oriundos da Compensação Financeira dos Recursos Hídricos (CFRH), proporcional à área alagada. Os municípios beneficiam-se também das políticas ambientais e de responsabilidade social da empresa, que incluem criadouros de espécies nativas de peixes para povoar o reservatório e um horto florestal, com a produção de mudas para reflorestamento.